# Дніпро (печенье)

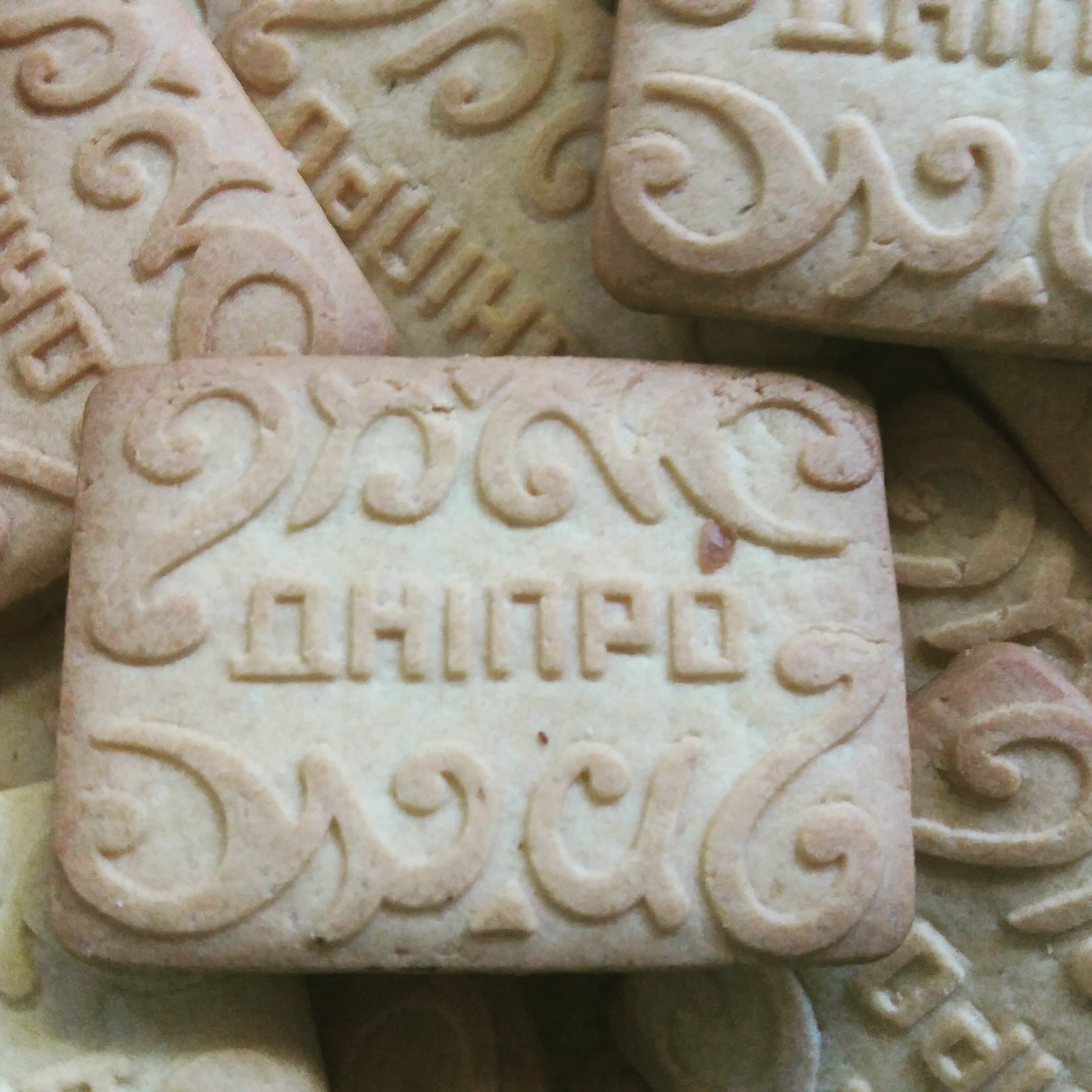
Печенье «Дніпро» Днепропетровского хлебокомбината №5.

«Сдобное печенье «Дніпро» (укр. «Здобне печиво Дніпро») — торговая марка сдобного печенья, производимая в Украине с 1967 года, названная в честь реки Днепр.

## История
«Сдобное печенье «Дніпро» – один из символов города Днепр (1926—2016 — Днепропетровск) .
Первый выпуск печенья «Дніпро» состоялся в 1967 году на Днепропетровском заводе продтоваров (г. Днепр, ул. Савченко 12). Это событие посвятили 50-летию революции 1917 года.
Автор дизайна и рецептуры – технолог Областного управления пищевой промышленности Леонова Александра Агафоновна .
В 1975 году печенью было присвоено Знак качества, что в то время подтверждало не только высокое качество, но и хороший вкус, отсутствие аналогов и большую популярность.
Вкус печенья начали называть «вкусом из детства» .
Леонова А. А. была награждена Орденом Трудового Красного Знамени, который вручался за большие трудовые заслуги перед СССР и обществом в области производства, науки, культуры.
На некоторое время производство оригинального печенья было прекращено.
Потребители начали вспоминать печенье как утраченное достояние .
В целях защиты украинского бренда был зарегистрирован товарный знак - ТМ «Здобне печиво Дніпро» (Свидетельство № 136701 от 25.03.2011г) .
В 2012 году Александрой Леоновой получено Авторское свидетельство на дизайн печенья «Дніпро» (Свидетельство о регистрации авторским правом на произведение № 43355 от 17.04.2012 г., выдано Государственной службой интеллектуальной собственности Украины). С этого времени производство печенья «Дніпро» с оригинальным дизайном и оригинальной рецептурой возможно только по Лицензионному договору .
В 2020 году в честь Сдобного печенья «Дніпро» на смотровой площадке парка Шевченко была установлена бронзовая минискульптура .

## Производство
В 2017 году по лицензионному свидетельству «Здобне печиво «Дніпро» начало производиться на одном из ведущих предприятий г. Днепр «Днепровский хлебокомбинат № 5» . Перед началом производства упаковки печенья получило новый дизайн и современную торговую марку «Здобне печиво Дніпро» №277693 от 25.06.2020 ).

## Дизайн
Главным отличительным признаком печенья является его дизайн.
Печенье имеет прямоугольную форму увеличенного формата. По периметру размещается орнамент в виде днепровских волн. В центре – название «ДНІПРО».

## Состав продукта
Оригинальная рецептура № 338 утверждена 27 марта 1967 г. Главным инженером «Укрглавмисцпищепрома» МХП УССР М.Чубенко.
Состав печенья и удачное сочетание ингредиентов обеспечивает отличный вкус печенья.
Состав: мука высшего сорта, масло сливочное, сахарная пудра, маргарин, молоко сгущенное, мёд, меланж, соль, сода, инвертный сироп, аммоний, эссенция лимонная .